# Титов Віталій Миколайович
Віта́лій Микола́йович Тито́в (7 липня 1907, село Старі Вирки Харківської губернії, тепер Білопільський район Сумської області — 9 вересня 1980, місто Москва) — український радянський і компартійний діяч, депутат Верховної Ради СРСР 4—10-го скликань, депутат Верховної Ради УРСР 3-го і 5-го скликань. Член ЦК КПРС у 1956—1980 роках. Кандидат у члени ЦК КП(б)У в 1952—1954 роках. Член ЦК КПУ в 1954—1961 роках. Кандидат технічних наук (з 1940 року).

## Біографія
Народився в селянській родині. Українець.
У 1923 році розпочав трудову діяльність на торфорозробках Калінінського цукрового заводу Курської губернії. З 1924 року працював робітником Леонтіївського радгоспу на Сумщині. У 1925 році вступив до комсомолу. У 1929—1930 роках — помічник директора Леонтіївського радгоспу.
У 1930—1935 роках навчався в Харківському інженерно-будівельному інституті.
Після закінчення інституту працював інженером у місті Свердловську, РРФСР. З 1935 року — аспірант, викладач, доцент Харківського інженерно-будівельного інституту.
Член ВКП(б) з 1938 року.
У 1940 році захистив кандидатську дисертацію, здобув ступінь кандидата технічних наук і звання доцента.
У 1941—1943 роках — викладач сільськогосподарського технікуму міста Чимкента Казахської РСР. У 1943—1944 роках — завідувач організаційно-інструкторського відділу Чимкентського міського комітету КП(б) Казахстану; завідувач відділу партійних органів Південно-Казахстанського обласного комітету КП(б) Казахстану.
У 1944 — січні 1946 року — секретар, 2-й секретар Сталінського районного комітету КП(б)У міста Харкова. У січні 1946 — 1947 року — 1-й секретар Сталінського районного комітету КП(б)У міста Харкова.
У квітні 1947 — січні 1950 року — секретар Харківського міського комітету КП(б)У. У січні — травні 1950 року — 2-й секретар Харківського міського комітету КП(б)У. 11 травня — вересень 1950 року — секретар Харківського обласного комітету КП(б)У.
У вересні 1950 — 26 серпня 1953 року — 2-й секретар Харківського обласного комітету КП(б)У.
26 серпня 1953 — березень 1961 року — 1-й секретар Харківського обласного комітету КПУ.
У лютому 1961 — 1965 року — завідувач відділу партійних органів ЦК КПРС по союзних республіках.
23 листопада 1962 — 29 вересня 1965 року — секретар ЦК КПРС. Одночасно, 23 листопада 1962 — 1964 року — голова Комісії ЦК КПРС з організаційних і партійних питань.
5 квітня 1965 — 24 лютого 1971 року — 2-й секретар ЦК Комуністичної партії Казахстану.
У грудні 1970 — вересні 1980 року — 1-й заступник постійного представника СРСР у Раді Економічної Взаємодопомоги.

## Нагороди
- три ордени Леніна (1957)
- орден Жовтневої Революції
- орден Трудового Червоного Прапора
- орден Дружби народів
- орден «Знак Пошани» (23.01.1948)
- медалі